# Роговац
Роговац је насељено место у саставу општине Шпишић Буковица у Вировитичко-подравској жупанији, Република Хрватска.

## Историја
До територијалне реорганизације у Хрватској налазио се у саставу старе општине Вировитица.

## Становништво
На попису становништва 2011. године, Роговац је имао 228 становника.

## Попис1991.
На попису становништва 1991. године, насељено место Роговац је имало 305 становника, следећег националног састава:
| Попис 1991.‍ | Попис 1991.‍ | Попис 1991.‍ | Попис 1991.‍ | Попис 1991.‍ |
| ----------- | ----------- | ----------- | ----------- | ----------- |
|             |             |             |             |             |
| Хрвати      | Хрвати      |             | 300         | 98,36%      |
| Словенци    | Словенци    |             | 2           | 0,65%       |
| Мађари      | Мађари      |             | 1           | 0,32%       |
| непознато   | непознато   |             | 2           | 0,65%       |
| укупно: 305 |             |             |             |             |